# 北村優希
北村 優希（きたむら ゆうき、4月23日 - ）は、日本の女性シンガーソングライター。2007年に音楽ユニット「あおぞら」でデビュー後、2009年にソロデビュー。愛称は「きっき」。

## タイアップ
| 曲名               | タイアップ                                                                                |
| ------------------ | ----------------------------------------------------------------------------------------- |
| 君在りし我が身     | ニンテンドー ゲームキューブ用ソフト『学園都市 ヴァラノワール ローゼス』オープニングテーマ |
| 好きだけ伝えたくて | PlayStation 2用ソフト『スペクトラルフォース クロニクル』エンディングテーマ                |
| 大丈夫             | INC長野ケーブルテレビ『INCあいプラザ』テーマソング                                        |
| 明日へつながる道   | 映画『生まれてきて良かった』挿入歌                                                        |
| 泣いてもいいよ     | 長野放送・振袖たちばな「家族の記念日キャンペーン」CMソング                                |
| 空になって         | 長野放送・振袖たちばな「家族の記念日キャンペーン」CMソング                                |
| 記念樹             | 長野放送・振袖たちばな「家族の記念日キャンペーン」CMソング                                |
| 傷だらけのピアノ   | 長野放送・振袖たちばな「家族の記念日キャンペーン」CMソング                                |

## 音楽配信

### PC用配信
| 配信元         | 配信曲                                                                                          | 配信ファイル         | 配信ファイル |
| 配信元         | 配信曲                                                                                          | ファイルフォーマット | ビットレート |
| -------------- | ----------------------------------------------------------------------------------------------- | -------------------- | ------------ |
| music.jp STORE | 泣いてもいいよ ぽっぽ公園 空になって となり 記念樹 生まれたときの約束 傷だらけのピアノ 花あかり | mp4(AAC形式)         | 320kbps      |

### スマートフォン用配信
| 配信元         | 配信曲                                                                                          | 配信先  | 配信先 |
| 配信元         | 配信曲                                                                                          | Android | iPhone |
| -------------- | ----------------------------------------------------------------------------------------------- | ------- | ------ |
| music.jp STORE | 泣いてもいいよ ぽっぽ公園 空になって となり 記念樹 生まれたときの約束 傷だらけのピアノ 花あかり | 対応    | 対応   |

### カラオケ
| 機種         | 機種         | 配信曲     | 曲番号  | 備考 |
| ------------ | ------------ | ---------- | ------- | ---- |
| 通信カラオケ | JOYSOUND     | 七色の祈り | 930564  | -    |
| 通信カラオケ | UGA          | 七色の祈り | 4256-55 | -    |
| 統合システム | 鉄人システム | 七色の祈り | 212766  | -    |
| 統合システム | Σsystem      | 七色の祈り | 1880A39 | -    |

## 主な出演

### ラジオ
- ジャラン・ジャ・ランチ（2006年11月14日、ながのコミュニティ放送）
- SOUND SPLASH（2006年11月6日、エフエムラジオ新潟）
- 宮崎奈穂子の今夜も同じ月の下で（2009年8月3日・11月23日・2010年4月19日・11月1日、すまいるエフエム）
- サタデー ナイト ガーリーズ（2010年4月3日・8月14日、兵庫エフエム放送）
- 笑福亭鶴瓶 日曜日のそれ（2010年4月4日、ニッポン放送）
- 鶴瓶のヤングタウン（2011年3月20日、MBSラジオ）
- 立川談慶と牛山美耶子のともラジ（2011年8月6日、信越放送）
- 吉田照美 ソコダイジナトコ（2011年9月6日、文化放送）
- 中澤佳子のうっぴいステーション（2012年1月8日・1月15日、信越放送）
- 音遊塾（2012年2月22日、エフエム愛知）
- リポーズアフターアワーズ（2012年6月22日、エフエム沖縄）

### テレビ
- みんなのスタジオ プラザN（2006年11月15日、NHK長野放送局）
- マジテレ!（2006年11月18日・2007年9月15日、信越放送）
- ストリートファイターズ（2006年11月23日、テレビ朝日）
- 土曜はこれダネッ!（2007年1月13日、長野放送）
- お〜でぃえんすV（2007年5月20日・7月15日、テレビ埼玉）
- abnステーション（2009年3月16日、長野朝日放送）
- 346Bar（2009年4月1日・4月8日、信越放送）